# Gniazdo kolibra (film 2018)
Gniazdo kolibra (kor. 벌새, Beol-sae, ang. House of Hummingbird) – południowokoreański film dramatyczny z 2018 roku w reżyserii Kim Bora. W rolach głównych wystąpili Park Ji-hoo i Kim Sae-byuk.
Film zadebiutował w sekcji konkursowej "Nowe Prądy" na MFF w Busan w październiku 2018 roku, zdobywając Nagrodę NETPAC i Nagrodę Publiczności KNN. Obraz zebrał łącznie 59 nagród, w tym Grand Prix dla najlepszego filmu w sekcji "Generation 14plus" na 69. MFF w Berlinie. Był także nominowany do nagrody dla najlepszego filmu na festiwalu Ale Kino! w 2019 roku.

## Fabuła
Gdy w 1994 roku w Seulu zawala się most Seongsu, czternastoletnia Eun-hee błąka się po wielkim mieście i szuka miłości.

## Obsada
- Park Ji-hu jako Eun-hee
- Kim Sae-byuk jako Young-ji
- Jung In-gi jako ojciec Eun-hee
- Lee Seung-yeon jako matka Eun-hee
- Park Soo-yeon jako Soo-hee
- Son Sang-yeon jako Dae-hoon
- Park Seo-yoon jako Ji-sook
- Jung Yoon-seo jako Ji-wan
- Seol Hye-in jako Yoo-ri
- Hyung Young-seon jako wujek Eun-hee
- Gil Hae-yeon jako matka Young-ji
- Park Yoon-hee jako wychowawca klasy
- Son Yong-beom jako Joon-tae
- Ahn Jin-hyun jako Min-ji

## Odbiór

### Box office

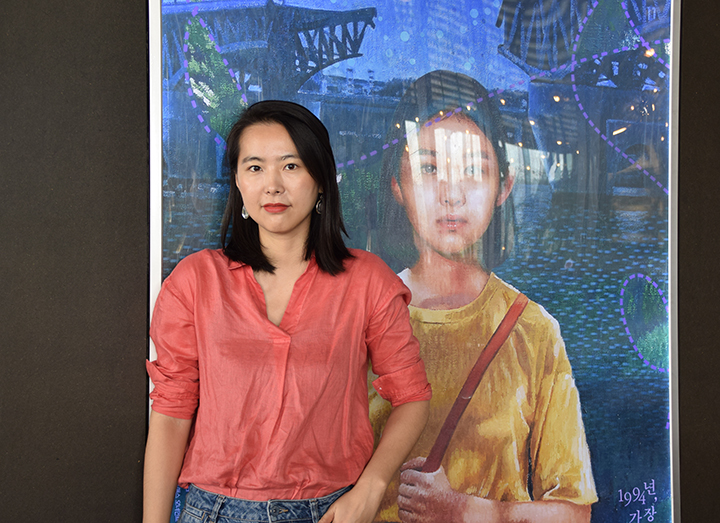
Kim Bora

W Korei Południowej Gniazdo kolibra zarobiło 997 953 USD. Film rozpowszechniany był w premierowy weekend w 140 kinach. W weekend otwarcia zarobił 103 027 dolarów.

### Krytyka w mediach
Film został bardzo dobrze przyjęty przez krytyków. W serwisie Rotten Tomatoes 99% z 412 recenzji zostało uznane za pozytywne, a średnia ważona ocen wystawionych na ich podstawie wyniosła 9,37/10. Na portalu Metacritic średnia ważona ocen wystawionych na podstawie 52 recenzji wyniosła 96 punktów na 100. W 2020 roku film brytyjskiej gazety The Guardian znalazł się na 18. miejscu wśród klasyków współczesnego kina południowokoreańskiego.